# Storskrake
Storskrake (Mergus merganser) är en stor andfågel med vid utbredning i både Nordamerika, norra Europa och norra Asien. Fågeln hittas vid djupa och klara vatten där den skickligt dyker efter fisk. Den häckar i trädhål men även i holkar. Utanför häckningstid kan den forma mycket stora flockar.

## Utseende och läte

### Utseende
Storskraken är stor och lång med en längd på 58–68 centimeter, ett vingspann på 78–94 centimeter och en vikt på 1 200–2 000 gram. Den har lång hals men drar ofta in halsen när den simmar varför den då ser korthalsad ut.
I flykten påminner den mer om lom eller dopping än om andra änder med sin långa utsträckta hals, raka flyktbana och grunda, snabba vingslag.
Näbben är lång, smal, rund, röd och övre näbbhalvan har en nedåtböjd svart liten krok i spetsen. Näbben har lameller i form av sågtänder, som åtminstone i överkäken är riktade bakåt. Den utgör ett mycket kraftigt griporgan som är lämpligt att ta tag i och hålla fast små fiskar med.
Den adulta storskrakshanen i praktdräkt har mörkgrönt huvud, svart rygg och nästan vita vingar. De undre kroppsdelarna är vita med en laxrosa anstrykning under vintern och början av våren. Den adulta honan har rödbrunt huvud, vit haka, askgrå ovansida och vit undersida. Huvudets nackfjädrar är mer eller mindre förlängda och honan har mycket längre nackfjädrar än hanen. Juvenilen påminner om honan men har mindre nacktofs och ljusa ansiktsteckningar.

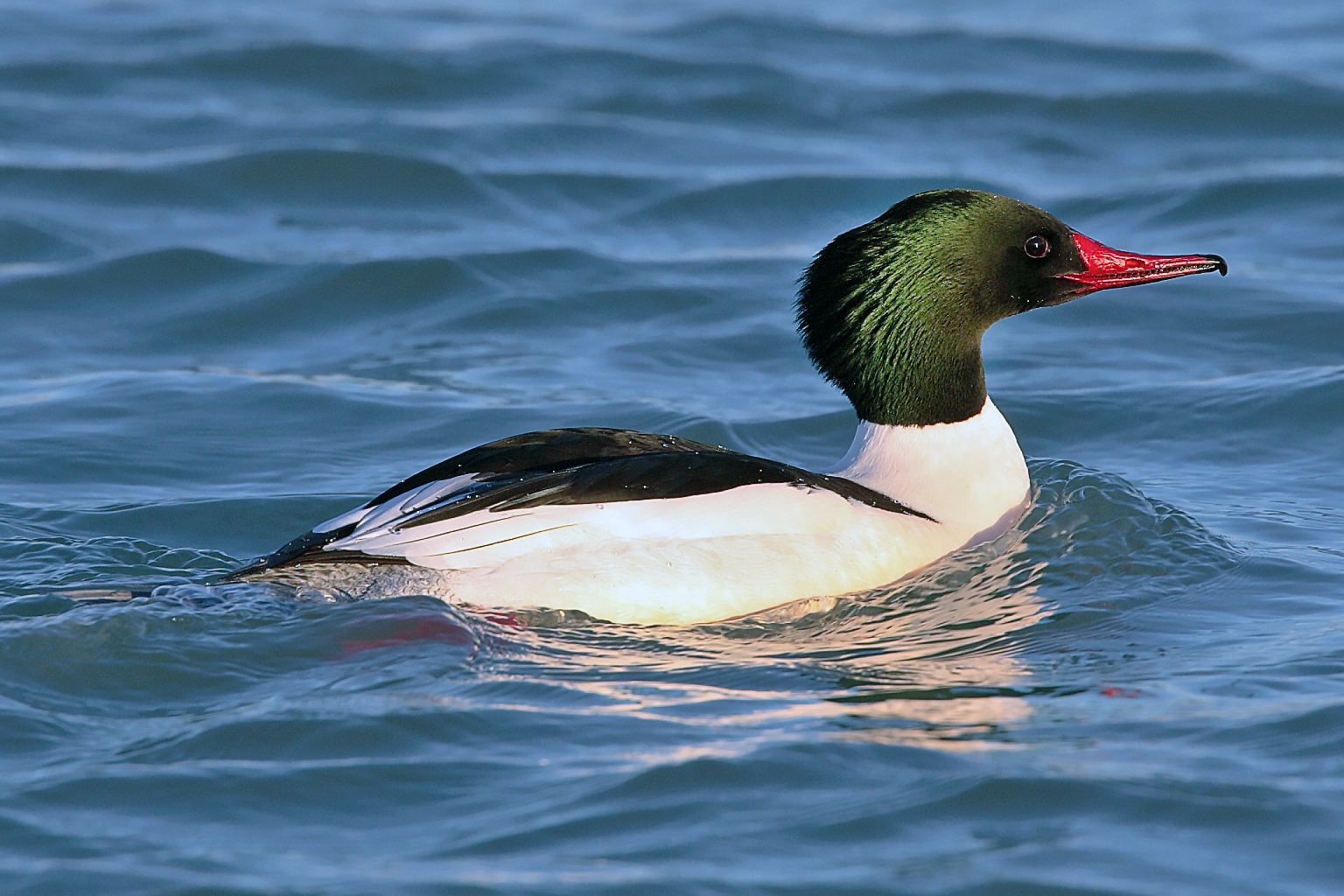
Hane.

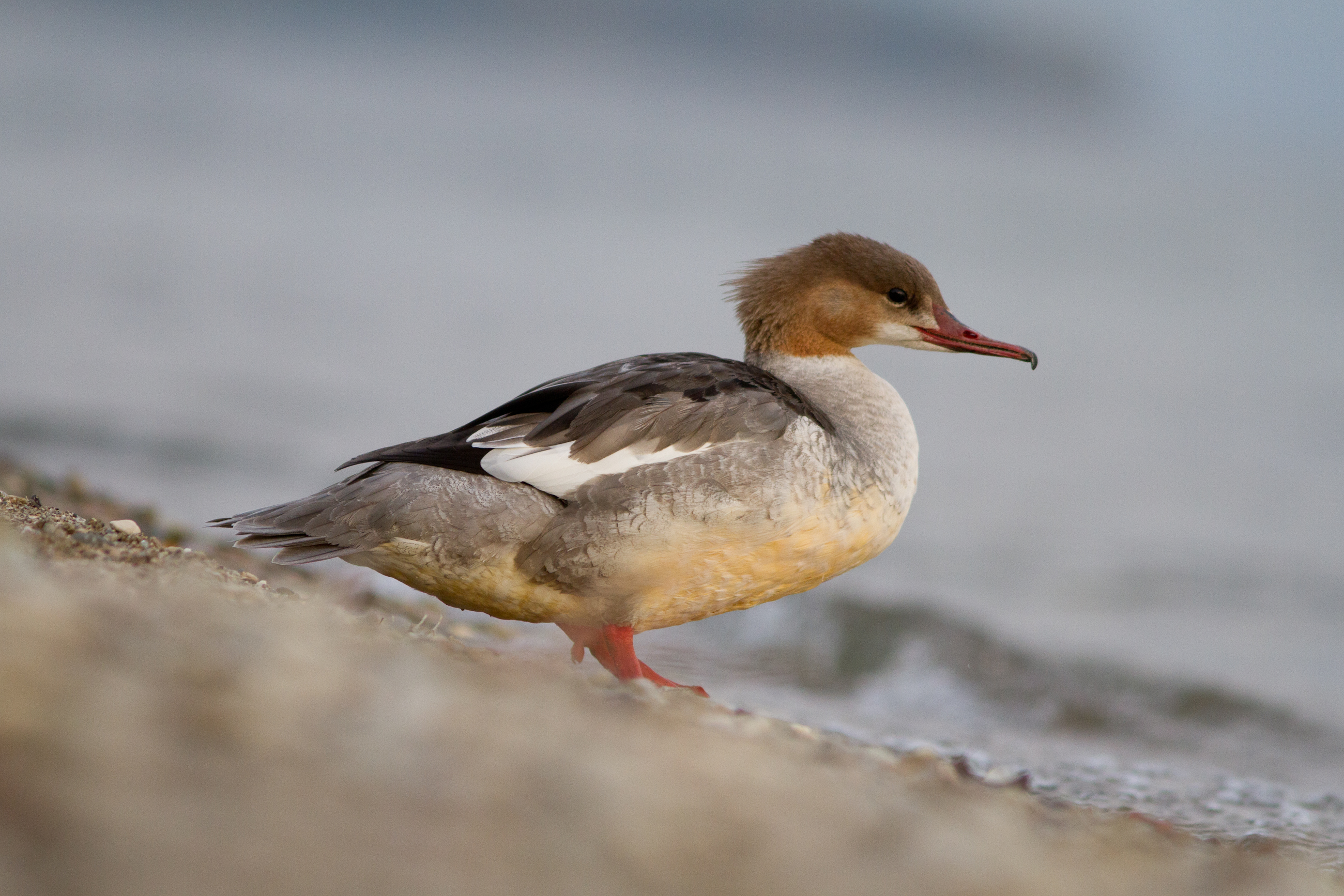
Hona.

I vissa områden förekommer det att hanar vintertid får en påtagligt gul fjäderdräkt vilket är en följd av att de äter foderpellets ämnade för odlade laxar. Dessa pellets innehåller färgämnen som ska göra laxköttet rött. Pelletsen trillar till botten genom odlingsbassängerna och blir föda för skrakar.[källa behövs]
Storskraken liknar småskraken, men denna är slankare, med smalare näbb, spretigare nacktofs och smalare hals. Hanen har vidare mörkt bröst, ett svart fält på sidan med vita fläckar och mindre vitt på vingen. Honan saknar den skarpa gränsen mellan brunt huvud och grå kropp.

### Läte
Storskrakshanen spelar med ett dämpat, ringande "krroo-krråå". Från honan hörs under uppvaktningen ett hårt "pra, pra-pra". I flykten är den ljudligare, med malande "prrah, prrah, prrah..." och snabbare "tjackerack-ack-ack".

## Utbredning och systematik
Storskraken förekommer på norra halvklotet, främst i området mellan 50:e och 70:e breddgraden. Den häckar i norra Europa från Island och Storbritannien österut över Skandinavien och Baltikum, i Centralasien österut till Japan. Den häckar också i de nordligaste delarna av Nordamerika. Det finns också häckande populationer längre söderut; i Europa som i Frankrike och i området kring Albanien, Nordmakedonien och Grekland, i Centralasien; utmed Himalaya.
Storskraken delas oftast upp i tre underarter med följande utbredning:
- Mergus merganser merganser[7] – nominatformen häckar i norra Palearktis, från Island och österut till Kamtjatka, med utbredningen i söder sträcker sig till Centraleuropa, nordöstra Kina och norra Japan. Den övervintrar utmed Atlantkusten och från Centraleuropa och österut till Iran, men även i Korea, Japan och Kina.
- Mergus merganser orientalis – den östliga underarten häckar i Centralasien, från nordöstra Afghanistan och vidare österut genom Tibet och Himalaya till västra Kina. Vintertid förekommer den söderut till Indusdalen och foten av Himalaya, till sydöstra Kina.
- Mergus merganser americanus – häckar i Nordamerika, från Alaska österut till Newfoundland och söderut till norra Kalifornien, sydvästra New Mexico och norra Pennsylvania. Vintertid förekommer den längre söderut till sydvästra USA och norra Mexiko.

Merparten av världspopulationen är flyttfåglar, men det finns områden där de befinner sig året om. Se utbredningskarta.

### Förekomst i Sverige
I Sverige är den spridd över hela landet, talrikast i östra skärgården. I de flesta områden i Sverige är storskraken en flyttfågel men den övervintrar ofta på östkusten söder om Stockholm så länge Östersjön inte fryser till helt. Annars övervintrar många av de svenska storskrakarna på västkusten, i Danmark, Tyskland, Polen och i Nederländerna.

## Ekologi
Storskraken vistas vid både sött och salt vatten. Under häckningsperioden lever de parvis och övrig tid i flockar. Boet placeras ofta i håligheter i träd eller trädliknande holkar, och honan lägger vanligtvis sju till åtta gulaktiga ägg.

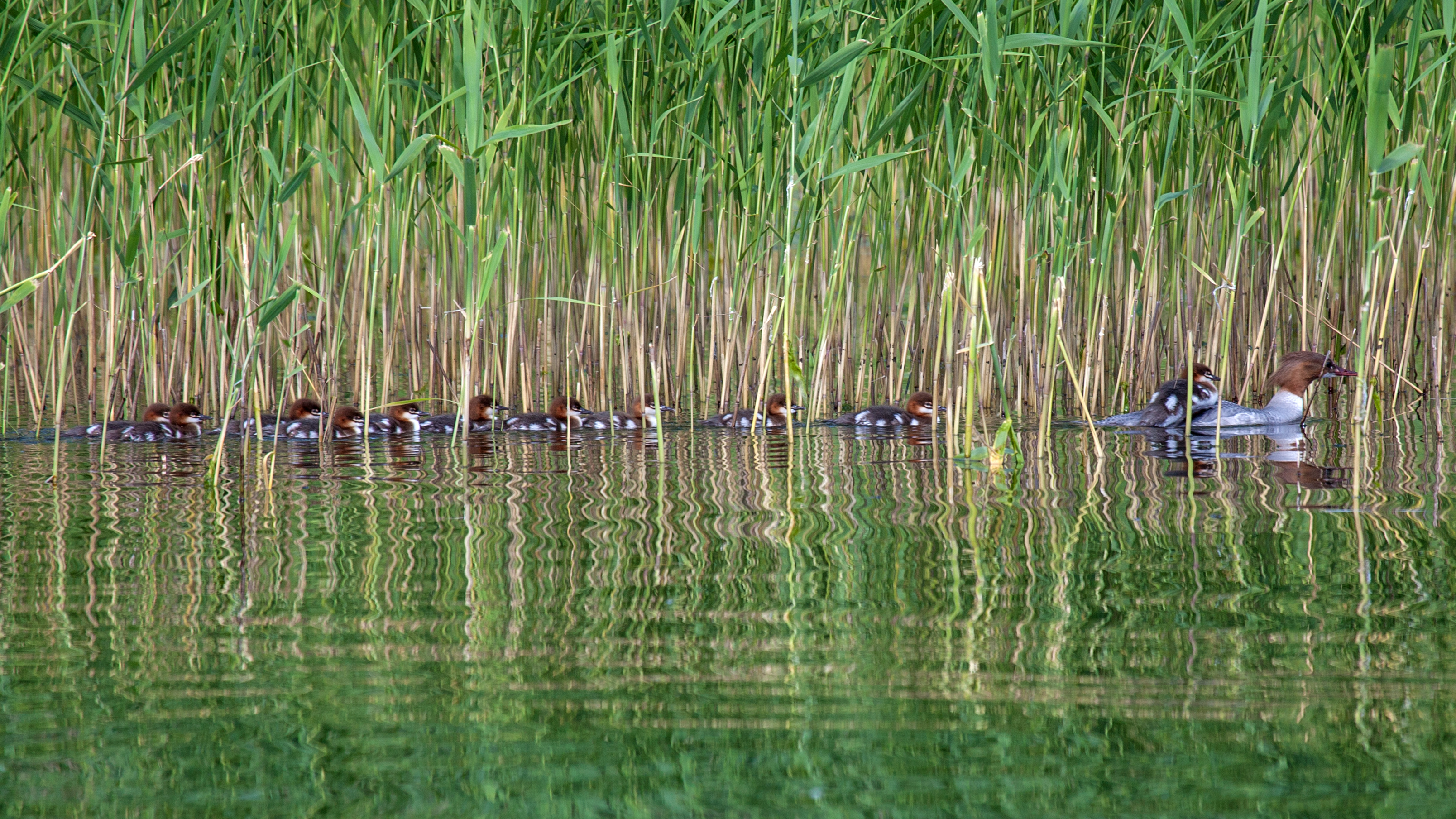
Hona med ungar.

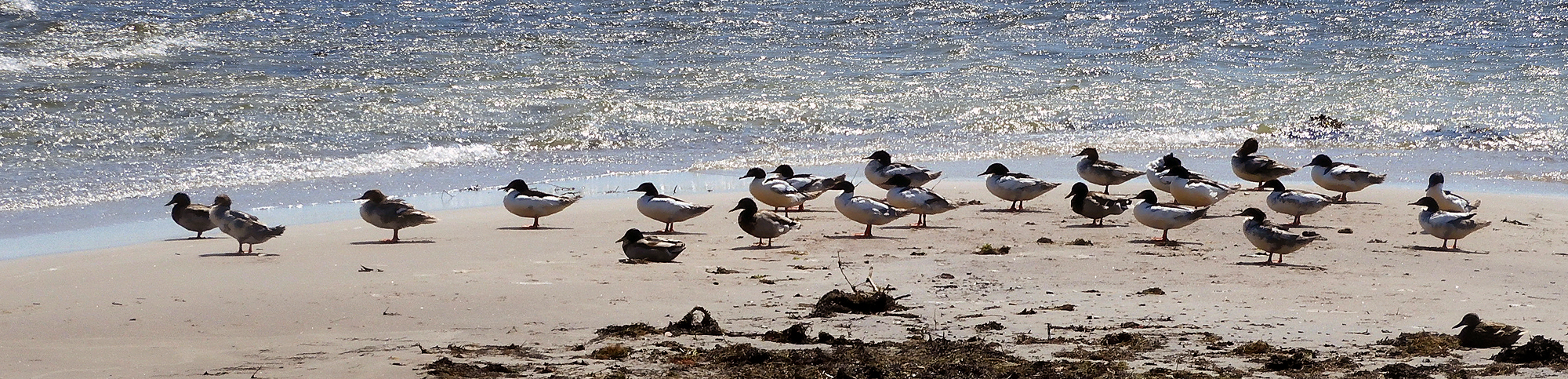
En flock rastar.

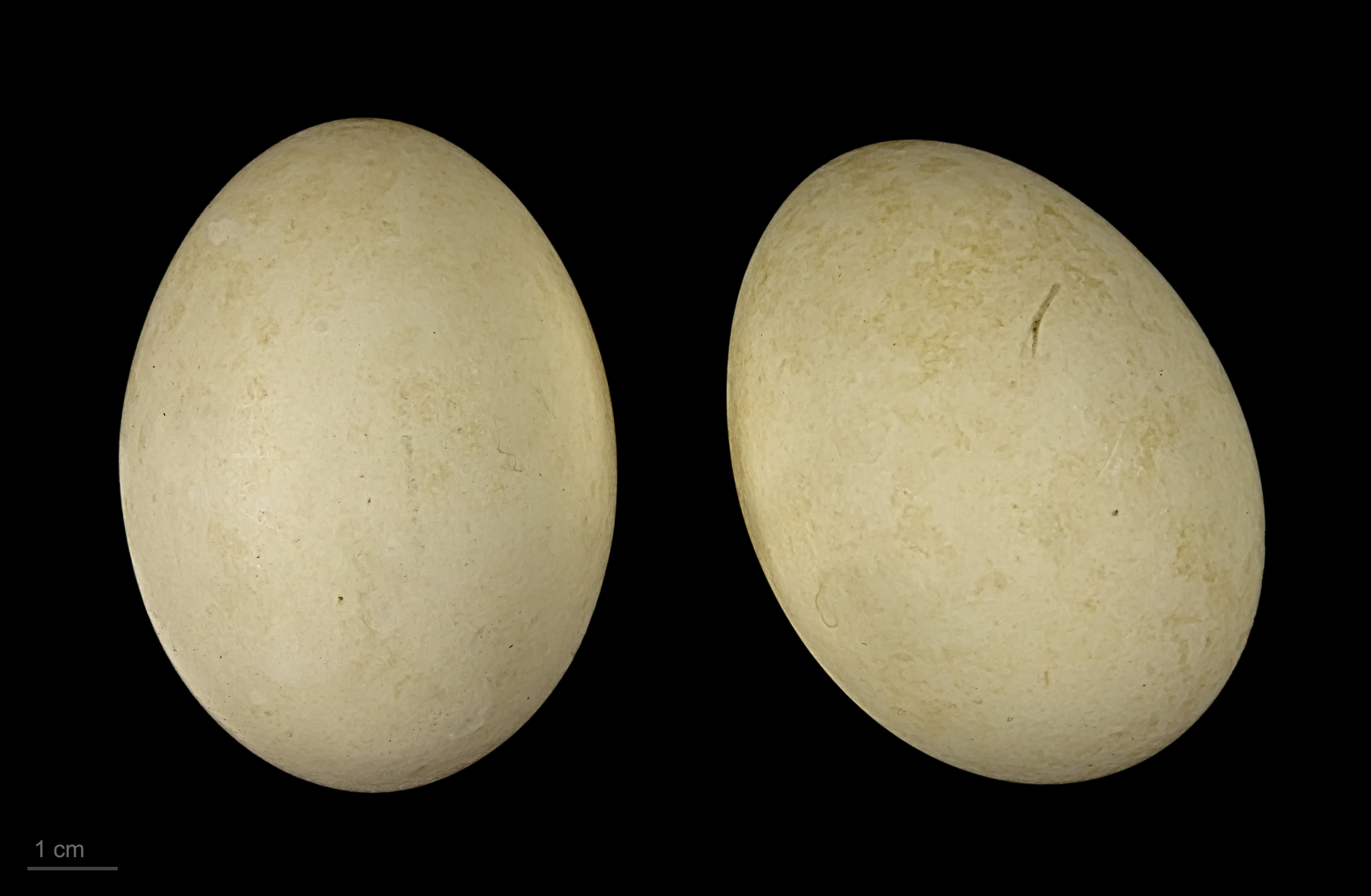
Ägg av storskrake.

På hösten samlas ofta stora flockar och bedriver ett slags gemensamt fiske. Fåglarna bildar då en linje som är parallell med stranden och simmar in mot land under oupphörligt dykande och plaskande med vingarna. På detta sätt driver de småfisken framför sig för att fånga den nära land. Storskraken lever främst av mindre fiskar.

## Storskraken och människan

### Status och hot
Artens populationstrend är oklar, men utbredningsområdet är mycket stort. Internationella naturvårdsunionen IUCN anser inte att den är hotad och placerar den därför i kategorin livskraftig. Världspopulationen uppskattas till mellan 1,7 och 2,4 miljoner individer, varav mellan 66 800 och 103 000 par i Europa. I Sverige listas arten som livskraftig, medan den i Finland anses vara nära hotad. Det svenska beståndet uppskattades 2018 till cirka 34 000 par.

### Namn
I Sverige har den bland annat kallats drivfågel, fiskand, fiskånn i Närke, gulpenning eller gulskrake' i Gotland, horsskraka i Finland, körfågel, skräcka, dipping i Skåne och vrakfågel i Bohuslän. Vissa kallar än idag storskrakehonan för skräcka. Som förklaring till dialektala namnet vrakfågel, anges att när fåglarna ätit sig mätta simmar flocken sakta ut på öppet vatten för att vila och "låter vräka sig av vågorna".
Ibland kallas skrakarna för dykänder trots att de inte ingår i underfamiljen Aythyinae som ofta bär trivialnamnet dykänder.